# James Dunn (teologo)
James D. G. Dunn (Birmingham, 21 ottobre 1939 – 26 giugno 2020) è stato un teologo e predicatore britannico, noto per le sue opere su Paolo di Tarso.

## Biografia
Nato a Birmingham nel 1939, ma cresciuto a Glasgow, Dunn fu un rinomato studioso del Nuovo Testamento, Dunn conseguì una laurea magistrale presso la Università di Glasgow, un Ph.D. e un Dottorato di Teologia della Università di Cambridge.
Nel 2002, fu Presidente della Studiorum Novi Testamenti Societas, la società internazionale di Studi Testamentari. Solo altri tre studiosi britannici erano stati eletti presidenti nei precedenti 25 anni. Nel 2006 fu eletto "Fellow of the British Academy".
Nel 2005 gli venne dedicato un Festschrift, con saggi scritti da 27 studiosi neotestamentari, su temi riguardanti le prime comunità cristiane e le rispettive credenze nello Spirito Santo. ( curato da Graham N. Stanton, Bruce W. Longenecker & Stephen Barton, The Holy Spirit and Christian origins: essays in honor of James D. G. Dunn, Grand Rapids, MI, W.B. Eerdmans Pub. Co, 2004, ISBN 0-8028-2822-1.)
Per molti anni professore di Divinity presso il Dipartimento di Teologia della Università di Durham, dopo il pensionamento fu nominato Emeritus Lightfoot Professor. Svolse le sue attività accademiche nell'ambito della tradizione protestante. Era specializzato nelle "nuove prospettive" su Paolo di Tarso, insieme agli studiosi anglofoni Nicholas Thomas Wright e Ed Parish Sanders.
Dunn si associò al progetto di Ed Sanders di ridefinire il giudaismo palestinese, al fine di correggere la visione cristiana dell'ebraismo come religione di giustizia-per-opere. Una delle differenze più importanti rispetto al pensiero di Sanders è che Dunn percepisce una fondamentale coerenza e consistenza nel pensiero di Paolo. Di Sanders, Dunn critica la sua comprensione del termine "giustificazione", sostenendo che l'interpretazione di Sanders soffre di una "esegesi individualizzante".
Dunn fu anche un predicatore metodista.

## Scritti principali
- James D. G. Dunn, Baptism in the Holy Spirit (=Studies in Biblical Theology Second Series 15), Londra, SCM Press, 1970.
- James D. G. Dunn, Jesus and the Spirit, Londra, SCM Press, 1975.
- James D. G. Dunn, The Evidence for Jesus, Philadelphia, Westminster Press, 1985, ISBN 978-0-664-24698-3.
- James D. G. Dunn, Christology in the making: a New Testament inquiry into the origins of the doctrine of the incarnation, Philadelphia, Westminster Press, 1980, ISBN 0-664-24356-8.
- James D. G. Dunn, Romans 1-8, 9-16, Waco, Tex, Word Books, 1988, ISBN 0-8499-0252-5.
- James D. G. Dunn, Jesus, Paul, and the law: studies in Mark and Galatians, Louisville, Ky, Westminster/John Knox Press, 1990, ISBN 0-664-25095-5.
- James D. G. Dunn, Unity and diversity in the New Testament: an inquiry into the character of earliest Christianity, Londra, SCM Press, 1990, ISBN 0-334-02436-6.
- James D. G. Dunn, The Partings of the Ways between Christianity and Judaism and their Significance for the Character of Christianity, Londra, SCM Press, 1991, ISBN 0-334-02508-7.
- James D.G. Dunn, The Epistle to Galatians, Peabody, Mass, Hendrickson Publishers, 1993, ISBN 1-56563-036-X.
- James D. G. Dunn and Alan M. Suggate, The justice of God: a fresh look at the old doctrine of justification by faith, Grand Rapids, Mich, W.B. Eerdmans, 1994, ISBN 0-8028-0797-6.
- James D. G. Dunn, The Epistles to the Colossians and to Philemon: a commentary on the Greek text, Grand Rapids, Mich, William B. Eerdmans Publishing, 1996, ISBN 0-8028-2441-2.
- James D. G. Dunn, The theology of Paul the Apostle, Grand Rapids, Mich, W.B. Eerdmans Pub, 1998, ISBN 0-8028-3844-8.
- James D. G. Dunn (editor), The Cambridge companion to St. Paul, Cambridge, UK, Cambridge University Press, 2003, ISBN 0-521-78694-0.
- James D. G. Dunn, general editor, editor of the New Testament; John W. Rogerson, editor of the Old Testament and Apocrypha, Eerdmans commentary on the Bible, Grand Rapids, Mich, W.B. Eerdmans, 2003, ISBN 0-8028-3711-5.
- James D. G. Dunn, Christianity in the Making: Vol. 1, Jesus Remembered, Grand Rapids, Mich, William B. Eerdmans Publishing, 2003, ISBN 0-8028-3931-2.
- James D. G. Dunn, A New Perspective On Jesus: What The Quest For The Historical Jesus Missed (Acadia Studies in Bible and Theology), Grand Rapids, Mich, Baker Academic, 2005, ISBN 0-8010-2710-1.
- James D. G. Dunn, Cambiare prospettiva su Gesù, (trad. Marco Nuzzo) Paideia, 2011. (IT)
- James D. G. Dunn, The New Perspective On Paul, Grand Rapids, Mich, W.B. Eerdmans Publishing, 2007, ISBN 0-8028-4562-2.
- James D. G. Dunn, Christianity in the Making: Vol. 2, Beginning from Jerusalem, Grand Rapids, Mich, William B. Eerdmans Publishing, 2008, ISBN 0-8028-3932-0.
- James D. G. Dunn, The Living Word (second edition), Minneapolis, MN, Fortress Press, 2009, ISBN 978-0-8006-6355-1.
- James D. G. Dunn, Did the first Christians worship Jesus?, London - Louisville, KY, Society for promoting Christian knowledge, 2010, ISBN 978-0-281-05928-7.
- James D. G. Dunn, Gli albori del cristianesimo, 3 voll., (trad. Franco Ronchi) Paideia, 2006-2007. (IT)